# Brandon Novak
Brandon Novak (Baltimore, Maryland, 10 de Dezembro de 1978) é um skatista profissional, ator, dublê e amigo de Bam Margera.
Ele fez Jackass Number Two, Jackass 2.5, Jackass 3D, Jackass 3.5, entre outros. Ele é também membro da CKY.
Ele tem alguns apelidos/alcunhas devido a seu comportamento. Entre eles, Dreamseller, referindo-se a seu problema com drogas e Nudie Novak por seu comportamento, algumas vezes, promiscuo.
Novak já foi viciado em heroína.